# Русько-Кукморське сільське поселення
Ру́сько-Кукмо́рське сільське поселення (рос. Русско-Кукморское сельское поселение) — муніципальне утворення у складі Медведевського району Марій Ел, Росія. Адміністративний центр — присілок Руський Кукмор.

## Населення
Населення — 1661 особа (2019, 1862 у 2010, 1773 у 2002).

## Склад
До складу поселення входять такі населені пункти:
| Населений пункт          | Населення, осіб (2002) | Населення, осіб (2010) |
| ------------------------ | ---------------------- | ---------------------- |
| Пуял, присілок           | 22                     | 18                     |
| Руський Кукмор, присілок | 1717                   | 1809                   |
| Сурти, село              | 28                     | 21                     |
| Черкасово, присілок      | 6                      | 14                     |